# تاريخ الملاكمة في الفلبين

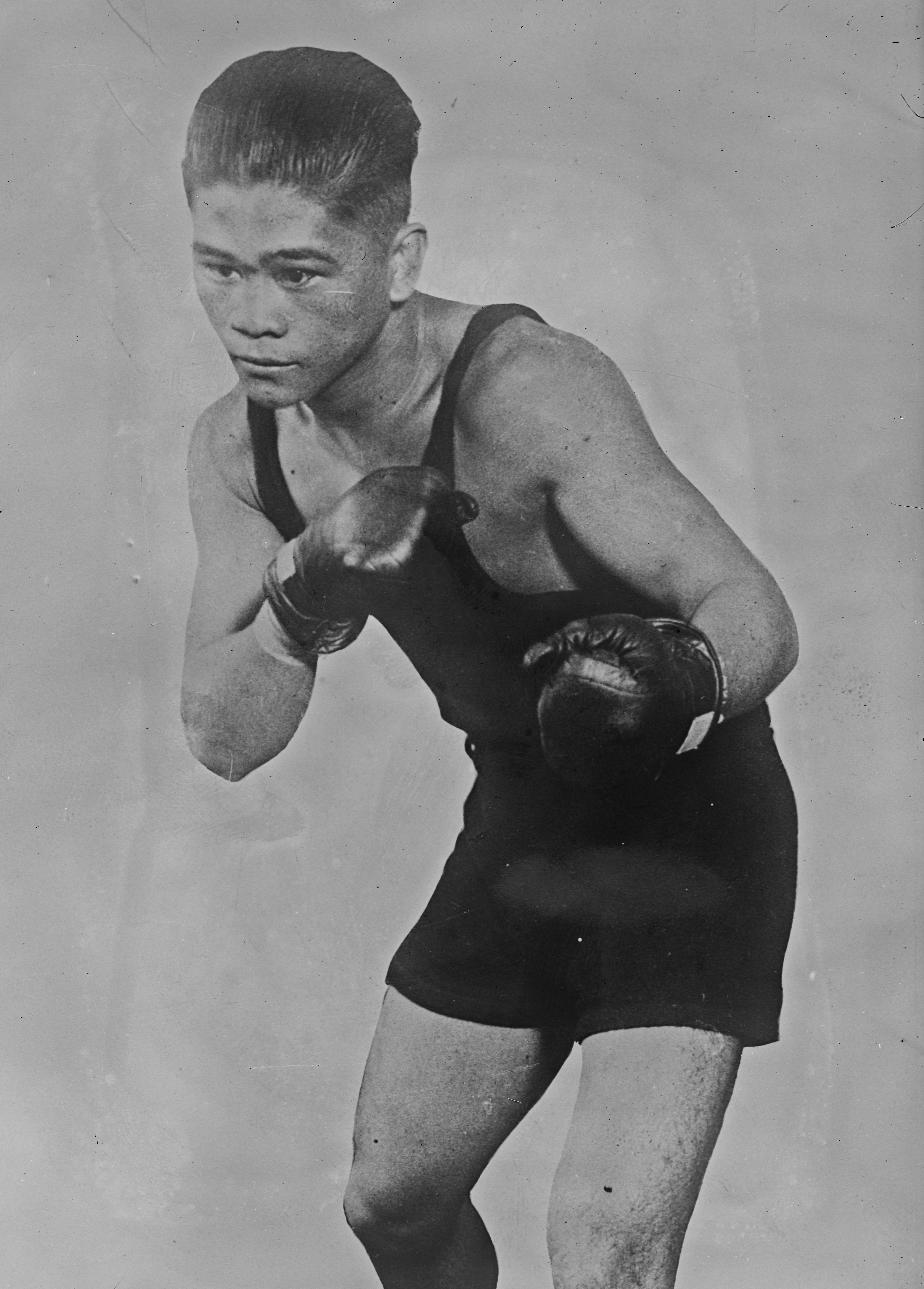
Pancho Villa: The first Asian world champion; June 18, 1923.

تاريخ الملاكمة في الفلبين هو تاريخ وتطور وتقدم الرياضة الملاكمة في الفلبين. تعتبر الملاكمة رياضة مشهورة إلى جانب كرة السلة ، على الرغم من الأمجاد والشرف التي أتت بها إلى البلاد، حيث أنتجت أبرز الألعاب الأولمبية وأبطال العالم المحترفين وبعض أعظم المقاتلين في تاريخ هذه الرياضة. لم تفز الفلبين بعد بميدالية ذهبية أولمبية، لكن الملاكمة للهواة منحت البلاد الميداليات في الألعاب الأولمبية الصيفية أكثر من أي رياضة برصيد 5 من إجمالي 9 ميداليات. من ناحية أخرى، أنتجت الملاكمة الاحترافية 42 بطلًا عالميًا رئيسيًا (بما في ذلك أبطال التراث الفلبيني) ، أحد أكبر الفرق في العالم. عظماء فلبينيون مثل Pancho Villa و Flash Elorde و Ceferino Garcia هم أعضاء في قاعة المشاهير الشهيرة في الملاكمة - قاعة مشاهير الملاكمة الدولية (IBHOF) وقاعة مشاهير العالم للملاكمة (WBHF). وبالتالي، إعطاء الفلبين أكبر عدد من أعضاء قاعة الشهرة للملاكمة من آسيا.